# Школьна Марія Костянтинівна
Марі́я Костянти́нівна Шко́льна (* 1997) — українська спортсменка, виступає в стрільбі з блочного лука, майстер спорту України.

## З життєпису
Народилася 1997 року у місті Київ. Почала займатися стрільбою з блочного лука 2008-го, тренував батько — Костянтин Школьний. За шість років здобула більше сорока медалей. Їздить на змагання, купує лук та стріли за власний рахунок — тому, що стрільба з лука «компаунда» є неолімпійським видом спорту.
Є переможницею зимового чемпіонату світу, літнього чемпіонату Європи, зимового Кубку світу, бронзова призерка зимового чемпіонату Європи.
Входить до складу збірної команди України серед юніорів та дорослих.
2014 року в Любляні (Словенія) на Чемпіонаті Європи зі стрільби з лука серед юніорів і кадетів у дивізіоні «блочний лук» «золото» виборола львівська лучниця Марія Школьна.
Входить до складу української жіночої збірної, яка 2015 року виграла першу в історії медаль із стрільби зі складаного лука та першу в історії золоту медаль для України на чемпіонаті світу зі стрільби з лука